# Сари-Су
 Сари-Су  (рос. Сары-Су, крим. Sarı Suv, Сары Сув) — мала річка в Україні у міському окрузі Алушти Автономної Республіки Крим, в центральній частині Кримського півостріва. Ліва притова Альми (басейн Чорного моря).

## Опис
Довжина річки 3,8 км, площа басейну водозбору 5,8 км² , найкоротша відстань між витоком і гирлом — 3,08  км, коефіцієнт звивистості річки — 1,23 . Формується притокою та декількома безіменними струмками.
Права притока річки — Алабаш довжиною приблизно 1,46 км.

## Розташування
Бере початок на південно-східних схилах гори Чучелі (1390,9 м) та на північно-східній стороні від Чучельського перевалу. Тече переважно на північний схід і біля Романівського шосе (автошлях Р34), зливаючись з правою притокою Бабуганкою, утворює річку Альму в 79 кілометрах від її гирла . Водоохоронна зона річки встановлена до 50 м .

## Цікаві факти
- Біля злиття 2 річок (Сари-Су та Бабуганки) існує Козьмо-Дем'янівський монастир[4].